# Shallow (Lied)
Shallow (in der Bedeutung „flache Gewässer“) ist ein von Lady Gaga, Mark Ronson, Andrew Wyatt und Anthony Rossomando geschriebener Country-Pop-Song. Die Ballade wurde im September 2018 in einer Duett-Version von Lady Gaga und Bradley Cooper veröffentlicht und als erste Single aus dem Soundtrack des Films A Star Is Born ausgekoppelt. Im Rahmen der Verleihung der Golden Globe Awards 2019 wurde Shallow als bester Song ausgezeichnet, ebenso bei der Oscarverleihung 2019. Das Stück wurde in zahlreichen Ländern ein Nummer-eins-Hit. 

## Entstehung und Veröffentlichung

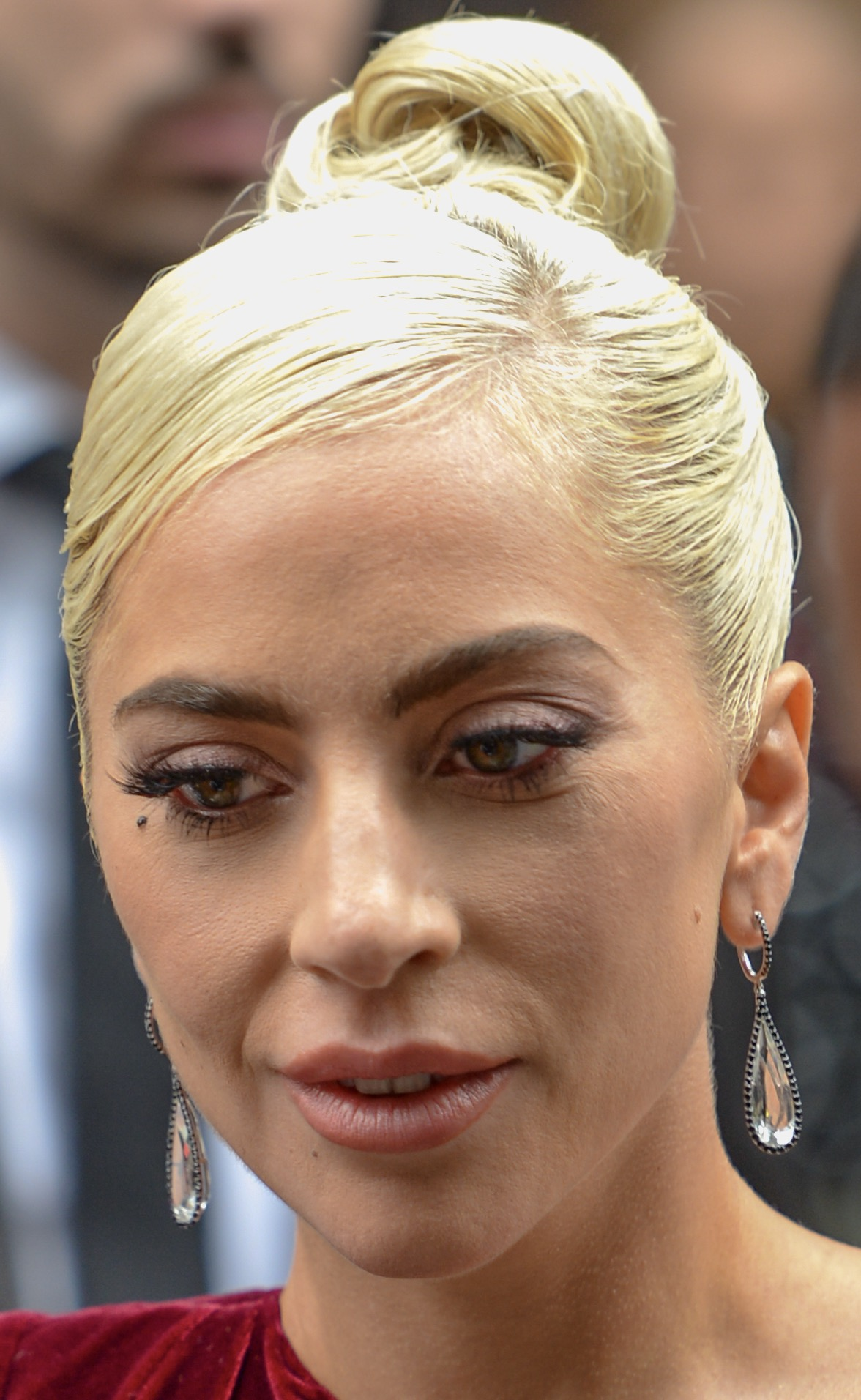
Lady Gaga (2018)

Der Song wurde von Lady Gaga und Mark Ronson, Anthony Rossomando und Andrew Wyatt für A Star Is Born geschrieben und ist der Titelsong des Films.  Der Singer-Songwriter Jackson Maine ist im Film ein Superstar der Country-Musik, doch Alkoholismus und persönliche Probleme drohen, seine Karriere in eine Abwärtsspirale zu versetzen. Sein Gehör wird immer schwächer, ein Tinnitus quält ihn. In einem Club lernt er die außergewöhnlich talentierte Sängerin Ally kennen, die ihm erklärt, sie singe ihre eigenen Lieder nicht, weil sie sich dabei nicht wohlfühle, da ihr fast jeder gesagt habe, dass sie zwar die Art mögen, wie sie singt, nicht jedoch ihr Aussehen. 
Schnell erkennt Jackson ihr großes musikalisches Talent und ermöglicht Ally, die ihren Traum fast schon aufgegeben hatte, Auftritte während seiner Tournee. Zwischen den beiden entwickelt sich eine leidenschaftliche Liebesbeziehung. Shallow ist der Song, der für Lady Gaga in der Rolle von Ally in dem Film den Durchbruch bedeutet.
Shallow wurde am 27. September 2018 in einer Duett-Version von Lady Gaga und Bradley Cooper, gleichzeitig mit einem Musikvideo, das Szenen aus dem Film zeigt, veröffentlicht. Teile der Ballade waren bereits im ersten offiziellen Trailer zum Film enthalten. Zudem ist Shallow als zwölftes Lied auf dem Soundtrack zum Film enthalten, der am 5. Oktober 2018 veröffentlicht wurde.

## Text

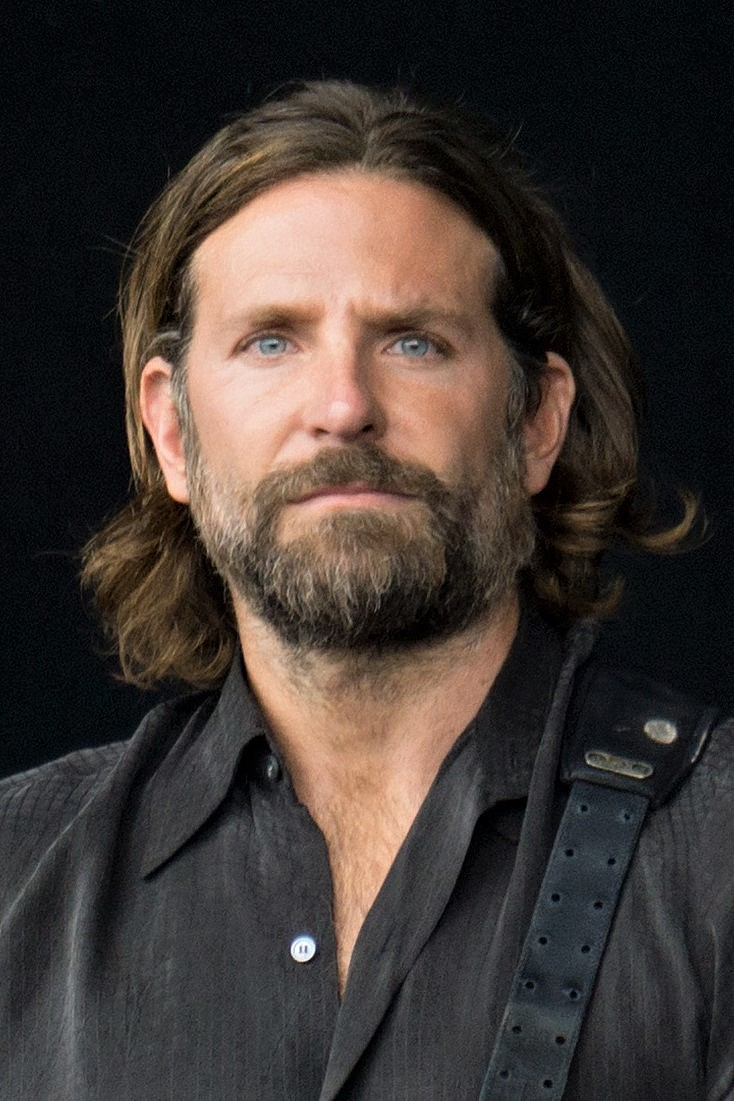
Bradley Cooper

Im Song geht es um die Frage des Glücklichseins in einer modernen Welt, in der sich der weibliche Part des Duetts in guten Zeiten nach Veränderung sehnt, sich in schlechten Zeiten jedoch fürchtet. Dennoch stürzt sie sich mutig ins Tiefe und lässt das flache Wasser hinter sich. Im Refrain heißt es:

„I’m off the deep end, watch as I dive in

I’ll never meet the ground

Crash through the surface, where they can’t hurt us

We’re far from the shallow now“

Cooper sagte, es gehe in dem Lied um die Kraft, an jemanden zu glauben. Lady Gaga lässt sich nicht nur musikalisch im Text des Liedes fallen, sondern hatte sich nach eigenen Aussagen in ihrer Rolle so offen gezeigt wie noch nie: „Ich habe mich komplett fallen lassen und das war das Beängstigendste, was ich jemals getan habe. Ich gab mein ganzes Herz und meine Seele für die Rolle.“

## Rezeption

### Kritiken
Brian Truitt von USA Today schreibt über Shallow, der eingängige und dramatische Song könnte ein Hit werden, insbesondere aber ein Liebling in Karaoke-Bars.
Rabea Weihser von Zeit Online meint, wie es sich für einen guten Musikfilm gehöre, entwickele er einen Schlüsselsong, der sowohl szenenimmanent als auch unabhängig von der Handlung anschlussfähig sei: „"Tell me something girl, are you happy in this modern world?", fragt er sie. "Tell me something boy, aren’t you tired tryin' to fill that void?", fragt sie ihn“, und vereine so die ganze Story in einem Stück, so Weihser. Lady Gaga stelle in dem Song die Wucht und den Umfang ihrer Stimme aus. Weiter bemerkt Weihser, der letzte große Musikfilm, der einen so ikonischen Song hervorgebracht habe, hieß Bodyguard.
Im Januar 2022 veröffentlichte die Kölner Band Setyøursails in Kollaboration mit dem Sänger Mike Perez eine Coverversion des Songs.

### Musikpreise
American Music Awards 2019
- Nominierung als Collaboration of the Year (Lady Gaga und Bradley Cooper)[13]

Critics’ Choice Movie Awards 2019
- Auszeichnung als Bester Song[14]

Golden Globe Awards 2019
- Auszeichnung als Bester Filmsong[15]

Grammy Awards 2019
- Nominierung als Record of the Year (Lady Gaga und Bradley Cooper)
- Nominierung als Song of the Year (Lady Gaga)
- Auszeichnung als Best Pop Duo/Group Performance (Lady Gaga und Bradley Cooper)
- Auszeichnung als Best Song Written For Visual Media (Lady Gaga und Bradley Cooper)

Hollywood Music in Media Awards 2018
- Nominierung als Bester Filmsong (Lady Gaga, Mark Ronson, Anthony Rossomando, Andrew Wyatt und Bradley Cooper)[16]

Los Angeles Online Film Critics Society Awards 2019
- Nominierung als Bester Song

MTV Movie & TV Awards 2019
- Auszeichnung für den Besten musikalischen Moment

MTV Video Music Awards 2019
- Nominierung in der Kategorie Song of the Year (Lady Gaga und Bradley Cooper)
- Nominierung in der Kategorie Best Collaboration (Lady Gaga und Bradley Cooper)

Oscarverleihung 2019
- Auszeichnung als Bester Filmsong (Lady Gaga, Mark Ronson, Anthony Rossomando und Andrew Wyatt)

Phoenix Film Critics Society Awards 2018
- Auszeichnung als Bester Song[17]

Satellite Awards 2018
- Nominierung als Bester Song

Teen Choice Awards 2019
- Nominierung in der Kategorie Choice Collaboration (Lady Gaga und Bradley Cooper)[18]

World Soundtrack Awards 2019
- Auszeichnung als Bester Filmsong des Jahres[19]

## Kommerzieller Erfolg

### Chartplatzierungen
Mit 212 Wochen (Stand: 31. März 2024) ist Shallow das drittlängstplatzierte Lied in den Schweizer Singlecharts.
| ChartsChartplatzierungen       | Höchstplatzierung | Wochen |
| ------------------------------ | ----------------- | ------ |
| Deutschland (GfK)              | 4 (58 Wo.)        | 58     |
| Österreich (Ö3)                | 1 (58 Wo.)        | 58     |
| Schweiz (IFPI)                 | 1 (212 Wo.)       | 212    |
| Vereinigte Staaten (Billboard) | 1 (45 Wo.)        | 45     |
| Vereinigtes Königreich (OCC)   | 1 (115 Wo.)       | 115    |

| ChartsJahrescharts (2018)    | Platzierung |
| ---------------------------- | ----------- |
| Österreich (Ö3)              | 23          |
| Schweiz (IFPI)               | 22          |
| Vereinigtes Königreich (OCC) | 87          |

| ChartsJahrescharts (2019)      | Platzierung |
| ------------------------------ | ----------- |
| Deutschland (GfK)              | 16          |
| Österreich (Ö3)                | 14          |
| Schweiz (IFPI)                 | 1           |
| Vereinigte Staaten (Billboard) | 19          |
| Vereinigtes Königreich (OCC)   | 20          |

| ChartsJahrescharts (2020)    | Platzierung |
| ---------------------------- | ----------- |
| Schweiz (IFPI)               | 24          |
| Vereinigtes Königreich (OCC) | 65          |

| ChartsJahrescharts (2021)    | Platzierung |
| ---------------------------- | ----------- |
| Schweiz (IFPI)               | 56          |
| Vereinigtes Königreich (OCC) | 59          |

| ChartsJahrescharts (2022)    | Platzierung |
| ---------------------------- | ----------- |
| Schweiz (IFPI)               | 84          |
| Vereinigtes Königreich (OCC) | 84          |

| ChartsJahrescharts (2010–2019) | Platzierung |
| ------------------------------ | ----------- |
| Österreich (Ö3)                | 18          |

### Auszeichnungen für Musikverkäufe
| Land/Region                  | Auszeichnungen für Musikverkäufe (Land/Region, Auszeichnung, Verkäufe) | Verkäufe   |
| ---------------------------- | ---------------------------------------------------------------------- | ---------- |
| Australien (ARIA)            | 16× Platin                                                             | 1.120.000  |
| Belgien (BRMA)               | 3× Platin                                                              | 120.000    |
| Brasilien (PMB)              | 8× Diamant                                                             | 1.280.000  |
| Dänemark (IFPI)              | 5× Platin                                                              | 450.000    |
| Deutschland (BVMI)           | Platin                                                                 | 400.000    |
| Finnland (IFPI)              | 2× Platin                                                              | 80.000     |
| Frankreich (SNEP)            | Diamant                                                                | 333.333    |
| Italien (FIMI)               | 6× Platin                                                              | 600.000    |
| Kanada (MC)                  | 8× Platin                                                              | 640.000    |
| Neuseeland (RMNZ)            | 9× Platin                                                              | 270.000    |
| Norwegen (IFPI)              | 8× Platin                                                              | 480.000    |
| Österreich (IFPI)            | 5× Platin                                                              | 150.000    |
| Polen (ZPAV)                 | 2× Diamant                                                             | 500.000    |
| Portugal (AFP)               | 6× Platin                                                              | 60.000     |
| Schweden (IFPI)              | 8× Platin                                                              | 640.000    |
| Schweiz (IFPI)               | 2× Platin                                                              | 40.000     |
| Spanien (Promusicae)         | 6× Platin                                                              | 360.000    |
| Vereinigte Staaten (RIAA)    | 4× Platin                                                              | 4.000.000  |
| Vereinigtes Königreich (BPI) | 6× Platin                                                              | 3.600.000  |
| Insgesamt                    | 95× Platin · 11× Diamant ·                                             | 15.123.333 |

Hauptartikel: Lady Gaga/Auszeichnungen für Musikverkäufe